# 1013
Cette page concerne l'année 1013  du calendrier julien. Pour l'année 1013 av. J.-C., voir 1013 av. J.-C.
L'année 1013 est une année commune qui commence un jeudi.

## Événements
- Février : Mieszko, fils du duc Boleslas de Pologne, est envoyé par son père à Mersebourg auprès d’Henri II pour négocier la paix entre la Pologne  et le Saint-Empire. Il lui jure fidélité au nom de son père. Ce serment est renouvelé par Boleslas lui-même le jour de la Pentecôte (mai)[1].
- 9 mai : reddition de Cordoue[2] (ou le 19 avril[3]). Les Berbères entrent dans la ville qu'ils assiègent depuis juillet 1010. Ils mettent la ville à sac et détruisent de nombreux monuments[4].
- 10 mai : (ou le 20 avril[5]) : restauration  de Suleiman calife de Cordoue (fin de règne en 1016)[6].
- 18 mai : assassinat d'Hicham II par les Berbères[7].
- Été : départ probable de l'expédition de Freydis Eiriksdottir, sœur de Leif Eriksson, au Vinland. Elle échoue à la suite d'une querelle entre les membres islandais et groenlandais de l'équipage ; les Islandais sont massacrés[8].
- Juillet : le roi Danois Sven Ier débarque à Sandwich dans le Kent et entre dans l'estuaire de la Humber, puis remonte le Trend avec sa flotte jusqu'à Gainsborough où le comte de Northumbrie Uchtred se soumet sans combattre. Sven se tourne alors vers le sud, marche jusqu'à Watling Street soumet Oxford et Winchester. Æthelred le Malavisé résiste à Londres avec son allié Thorkell[9].
- Automne : selon la Heimskringla compilée par Snorri Sturluson, le roi viking norvégien Olaf le Gros (païen), rend visite au duc de Normandie Richard l'Irascible, séjournant notamment à Rouen où il se fait baptiser par l'évêque Robert vers 1013. Puis, du duché normand, il part en expédition, accompagné de Normands du duché, ravageant les côtes ouest de la France et de la péninsule Ibérique[10].
- 21 septembre[11] : Henri II part pour une nouvelle campagne en Italie contre son compétiteur Arduin d’Ivrée. Il se fait proclamer une nouvelle fois roi d'Italie à Milan[12].
- 10 octobre : Hermann, futur comte de Verdun, frère de Godefroi II, duc de basse-Lorraine est fait prisonnier lors de la bataille de Hoegaarden, opposant les troupes de  Lambert, comte de Louvain, à celles de Balderic de Loss, évêque de Liège[13].
- 25 décembre : Æthelred II d'Angleterre, chassé de son trône par le Danois Sven Ier, s’enfuit dans l’île de Wight où il passe les fêtes de Nöel, puis de là en Normandie, chez son beau-père le duc Richard. Il parvient à se rétablir l’année suivante à la mort de Sven[14].

- Le calife fatimide du Caire al-Hakim autorise les Chrétiens et les Juifs convertis de force à revenir à leur foi initiale ou à émigrer dans l'empire byzantin[15]. Une mesure de remplacement général des fonctionnaires chrétiens par des musulmans échoue[16].
- Opérations vikings contre les Asturies[17]. Olaf Haraldsson lance des raids sur les côtes de Galice et en Aquitaine entre 1013 et 1015.
- Fondation du premier siège épiscopal en Suède. Thurgot devient évêque de Skara[18].